# Péter Juhász
Péter Juhász (3 de agosto de 1948 – 29 de março de 2024) foi um futebolista profissional húngaro que atuou como defensor.

## Carreira
Juhász jogou pelo Újpest FC de 1967 a 1976, com o qual conquistou sete campeonatos nacionais e três Copas da Hungria. Fez parte do elenco da Seleção Húngara que alcançou a quarta colocação na Euro de 1972.
Ele foi medalhista de prata em Munique 1972.

## Morte
Juhász morreu em 29 de março de 2024.